# الانتحار في الإسلام
الانتحار في الإسلام هو: قتل الشخص نفسه عمداً، ويعد جريمة ومعصية يأثم فاعله، وهو حرام اتفاقًا، بأدلة من المنقول والمعقول، قال الله تعالى: ﴿ولا تقتلوا أنفسكم﴾. فالنفس ملك لله، والحياة وهبها الله للإنسان، فليس له أن يستعجل الموت بإزهاق الروح؛ لأن ذلك تدخل فيما لا يملك، حفظ النفس أحد الكليات الخمس في الشرع الإسلامي، وتؤكد تعاليم الدين الإسلامي على أن الإنسان في هذه الحياة في مرحلة عابرة، وأن الحياة الحقيقية هي الحياة الأخروية التي يجازى فيها الإنسان يوم يقوم الناس لرب العالمين، وأن هذه الحياة فترة اختبار أي: دار امتحان وابتلاء، وعلى هذا الأساس فإن الإسلام يحث على الصبر على طاعة الله وفي مواجهة الحياة وما يعرض للإنسان من متاعب بروح الإيمان بالله واليوم الآخر، والتسليم لأمر الله وقدره، وعدم الجزع، ولا اليأس من رحمة الله، وأن الله يجازي العباد في الدار الآخرة، كما أن مفهوم الحرية الشخصية؛ لا يتجاوز حدود العبودية لله رب العالمين. فالموت ليس خلاصا من الحياة، وهي لا تنتهي به، وعقوبة القاتل نفسه لا تتحقق إلا في الحياة الأخروية، إذ لا يمكن للناس معاقبة شخص ميت، كما أنه لا يعاقب أهل الميت بوزر لم يرتكبوه، وقاتل نفسه يتحمل وزر القتل، وما قد يترتب عليه من تعذيب نفسه، وإقلاق أسرته ومجتمعه، ولربما كانت وفاته سببا لتفويت حقوق والتزامات متعلقة بالآخرين. وفي الحديث: «عن ثابت الضحاك قال: قال النبي ﷺ: ومن قتل نفسه بشيء عذب به في نار جهنم». قال ابن حجر: «ويؤخذ منه أن جناية الإنسان على نفسه كجنايته على غيره في الإثم لأن نفسه ليست ملكا له مطلقا بل هي لله تعالى فلا يتصرف فيها إلا بما أذن له فيه». وفي الحديث: «عن أبي هريرة قال: قال رسول الله ﷺ: "من قتل نفسه بحديدة؛ فحديدته في يده يتوجأ بها في بطنه في نار جهنم خالدا مخلدا فيها أبدا، ومن شرب سما فقتل نفسه؛ فهو يتحساه في نار جهنم خالدا مخلدا فيها أبدا، ومن تردى من جبل فقتل نفسه؛ فهو يتردى في نار جهنم خالدا مخلدا فيها أبدا"». والعذاب في الآخرة بمشيئة الله، فقد مرض رجل فجزع فقتل نفسه، وثبت فيه حديث: «فقال رسول الله ﷺ «اللهم وليديه فاغفر»». قال النووي: «أن من قتل نفسه أو ارتكب معصية غيرها ومات من غير توبة فليس بكافر، ولا يقطع له بالنار، بل هو في حكم المشيئة». وهذا الحديث شرح للأحاديث الموهم ظاهرها تخليد قاتل النفس وغيره من أصحاب الكبائر في النار. وفيه إثبات عقوبة بعض أصحاب المعاصي.

## الانتحار في الإسلام
الانتحار محرم في الإسلام لقول الله: ﴿يَا أَيُّهَا الَّذِينَ آمَنُوا لَا تَأْكُلُوا أَمْوَالَكُمْ بَيْنَكُمْ بِالْبَاطِلِ إِلَّا أَنْ تَكُونَ تِجَارَةً عَنْ تَرَاضٍ مِنْكُمْ وَلَا تَقْتُلُوا أَنْفُسَكُمْ إِنَّ اللَّهَ كَانَ بِكُمْ رَحِيمًا ۝٢٩﴾ (النساء:29)، فالنفس ملك لله وليس لأحد أن يقتل نفسه.
روي عن أبي هريرة في  صحيح مسلم: 
| الانتحار في الإسلام | من قتل نفسه بحديدة فحديدته في يده يتوجأ بها في بطنه في نار جهنم خالدا مخلدا فيها أبدا، ومن شرب سما فقتل نفسه فهو يتحساه في نار جهنم خالدا مخلدا فيها أبدا، ومن تردى من جبل فقتل نفسه فهو يتردى في نار جهنم خالدا مخلدا فيها أبدا. | الانتحار في الإسلام |

### مفهوم الحرية والاختيار
من المعلوم أنه يمكن للإنسان أن يختار في حياته أشياء، وله حرية في أن يختار ما يأكل أو يشرب أو يلبس، أو يفعل أو يترك، لكن من المؤكد أن هناك قيود لهذه الحرية، وأن هذا الاختيار لا يتجاوز حدود الممكن، بدليل الواقع، فهو لم يوجد نفسه، ولا يستطيع أن يحدد المواصفات التي يخلق بها، ولا يملك أمر الموت والحياة، فليس بمقدوره أن يقرر متى سيولد، أو كم سيعيش، ولا أن يدفع عن نفسه الموت، إلى غير ذلك، مما هو عاجز عنه، فهو بلا شك مفتقر إلى الآخرين، في الوجود والحياة، فليس له أن يخرق القوانين، ولا أن يتعدى على الغير، فحريته تستلزم احترام حقوق الآخرين. وكونه لم يوجد نفسه، يستلزم افتقاره إلى الخالق الذي أوجده، ووهب له الحياة، وهو الله خالق كل شيء، فالنفس ملك لله، وقتل الإنسان نفسه تجاوز لحدود الاختيار الذي منحه الله له، واعتبار الانتحار معصية لله، بعني: أن مفهوم الحرية الشخصية، لا يخرج عن كون الشخص عبدا مملوكا لله، وليس له مطلق الحرية.

### الإيمان بالله واليوم الآخر
إن وجود الإنسان في الحياة يستلزم افتقاره إلى الخالق الذي أوجده، وهو الله، الذي دلت المخلوقات على وجوده، وبرهن على ربوبيته بإرسال الرسل، والوحي إليهم، واعتبار الانتحار معصية أو خطيئة، قائم على مبدء الإيمان بالله واليوم الآخر؛ لأن الانتحار استعجال الموت بإزهاق الروح، وتصرف بإمر مرده إلى الله، ويكون الامتناع عنه، ووصفه بالخطيئة نتيجة الإيمان بالله، والعلم بالجزاء على الأعمال في الحياة الأخروية. والمؤمن باليوم الآخر لا يجزع ولا يضجر ولا ييأس من روح الله، ولا يرى في ذلك هروبا من الواقع؛ لإيقانه بأن الموت ليس خلاصا من الحياة، وأن حياته لا تنتهي بالموت، وأن أي عقوبة لقاتل نفسه لن تتحقق إلا في الحياة الأخروية، إذ لا يمكن للناس معاقبة شخص ميت، كما أنه لا يعاقب أهل الميت بوزر لم يرتكبوه، بل يكون قاتل نفسه متحملا وزر القتل، وما قد يترتب عليه من تعذيب نفسه، وإقلاق أسرته وأصدقائه ومجتمعة، ولربما كانت وفاته سببا لتفويت حقوق والتزامات متعلقة بالآخرين.

### في الحديث
«عن أنس بن مالك رضي الله عنه قال النبي صلى الله عليه وسلم لا يتمنين أحدكم الموت من ضر أصابه فإن كان لا بد فاعلا فليقل اللهم أحيني ما كانت الحياة خيرا لي وتوفني إذا كانت الوفاة خيرا لي».
وفي رواية لأبي داود: «لا يدعون أحدكم بالموت لضر نزل به ولكن ليقل اللهم أحيني ما كانت الحياة خيرا لي وتوفني إذا كانت الوفاة خيرا لي».

### في القرآن
يتفق المسلمون على تحريم الانتحار، ومن النصوص القرآنية الدالة على ذلك، قول الله تعالى: ﴿يَا أَيُّهَا الَّذِينَ آمَنُوا لَا تَأْكُلُوا أَمْوَالَكُمْ بَيْنَكُمْ بِالْبَاطِلِ إِلَّا أَنْ تَكُونَ تِجَارَةً عَنْ تَرَاضٍ مِنْكُمْ وَلَا تَقْتُلُوا أَنْفُسَكُمْ إِنَّ اللَّهَ كَانَ بِكُمْ رَحِيمًا ۝٢٩﴾،
قال الطبري في تأويل قول الله تعالى: ﴿ولا تقتلوا أنفسكم﴾: «يعني بذلك -جل ثناؤه-: ولا تقتلوا أنفسكم، ولا يقتل بعضكم بعضا، وأنتم أهل ملة واحدة، ودعوة واحدة، ودين واحد. فجعل -جل ثناؤه- أهل الإسلام كلهم بعضهم من بعض، وجعل القاتل منهم قتيلا في قتله إياه، منهم بمنزلة قتله نفسه، إذ كان القاتل والمقتول أهل يد واحدة على من خالف ملتهما». وعن أسباط عن السدي: ﴿ولا تقتلوا أنفسكم﴾، يقول: «أهل ملتكم». وعن عطاء بن أبي رباح قال:«قتل بعضكم بعضا». كما أن قتل الإنسان نفسه معصية
وفي الدين الإسلامي يعد قتل الإنسان نفسه معصية، كما دلت النصوص على ذلك، وعلى أنه حرام في الشرائع السابقة، إلا أنه كان في بعض الأحيان عقوبة فرضها الله، على المخالفين من بني إسرائيل، كما يدل على ذلك قول الله تعالى: ﴿وَإِذْ قَالَ مُوسَى لِقَوْمِهِ يَا قَوْمِ إِنَّكُمْ ظَلَمْتُمْ أَنْفُسَكُمْ بِاتِّخَاذِكُمُ الْعِجْلَ فَتُوبُوا إِلَى بَارِئِكُمْ فَاقْتُلُوا أَنْفُسَكُمْ ذَلِكُمْ خَيْرٌ لَكُمْ عِنْدَ بَارِئِكُمْ فَتَابَ عَلَيْكُمْ إِنَّهُ هُوَ التَّوَّابُ الرَّحِيمُ ۝٥٤﴾.
وقال الله تعالى:
﴿وَلَوْ أَنَّا كَتَبْنَا عَلَيْهِمْ أَنِ اقْتُلُوا أَنْفُسَكُمْ أَوِ اخْرُجُوا مِنْ دِيَارِكُمْ مَا فَعَلُوهُ إِلَّا قَلِيلٌ مِنْهُمْ وَلَوْ أَنَّهُمْ فَعَلُوا مَا يُوعَظُونَ بِهِ لَكَانَ خَيْرًا لَهُمْ وَأَشَدَّ تَثْبِيتًا ۝٦٦﴾.

### تهلكة النفس
قتل الإنسان نفسه تهلكة النفس، وقد نهى الله عن ذلك، قال الله تعالى: ﴿وَأَنْفِقُوا فِي سَبِيلِ اللَّهِ وَلَا تُلْقُوا بِأَيْدِيكُمْ إِلَى التَّهْلُكَةِ وَأَحْسِنُوا إِنَّ اللَّهَ يُحِبُّ الْمُحْسِنِينَ ۝١٩٥﴾
قال البغوي: في تفسير قول الله تعالى: ﴿ولا تلقوا بأيديكم إلى التهلكة﴾:
«وقال زيد بن أسلم: كان رجال يخرجون في البعوث بغير نفقة فإما أن يقطع بهم وإما أن كانوا عيالا فأمرهم الله تعالى بالإنفاق على أنفسهم في سبيل الله ومن لم يكن عنده شيء ينفقه فلا يخرج بغير نفقة ولا قوت فيلقي بيده إلى التهلكة فالتهلكة أن يهلك من الجوع والعطش أو بالمشي». وقال محمد بن سيرين وعبيدة السلماني: «الإلقاء إلى التهلكة هو القنوط من رحمة الله تعالى». قال أبو قلابة: «هو الرجل يصيب الذنب فيقول قد هلكت ليس لي توبة فييأس من رحمة الله وينهمك في المعاصي فنهاهم الله تعالى عن ذلك»، قال الله تعالى: ﴿إنه لا ييأس من روح الله إلا القوم الكافرون﴾. سورة يوسف، آية: (87).

### الإصر
قال في تفسير البحر المحيط في تفسير قول الله تعالى: ﴿ربنا ولا تحمل علينا إصرا كما حملته على الذين من قبلنا﴾: قال ابن عباس، ومجاهد، وقتادة، والسدي، وابن جريج، والربيع، وابن زيد: «الإصر العهد والميثاق الغليظ». وقال ابن زيد أيضا: «الإصر: الذنب الذي لا كفارة فيه ولا توبة منه». وقال مالك: «الإصر الأمر الغليظ الصعب». وقال عطاء: «الإصر المسخ قردة وخنازير» وقيل: الإثم، حكاه ثعلب، وقيل: فرض يصعب أداؤه، وقيل: تعجيل العقوبة، روي ذلك عن قتادة. وقال الزجاج: «محنة تفتننا كالقتل والجرح في بني إسرائيل، والجعل لمن يكفر سقفا من فضة». وقال الزمخشري: «العبء الذي يأصر صاحبه، أي يحبسه مكانه لا يستقل به، استعير للتكليف الشاق من نحو: قتل النفس، وقطع موضع النجاسة من الجلد والثوب، وغير ذلك، انتهى».
قال القفال: «من نظر في السفر الخامس من التوراة التي يدعيها هؤلاء اليهود: وقف على ما أخذ عليهم من غليظ العهود والمواثيق، ورأى الأعاجيب الكثيرة».
﴿الذين من قبلنا﴾ المراد به اليهود، وقال الضحاك: والنصارى.
﴿ربنا ولا تحملنا ما لا طاقة لنا به﴾ قال قتادة: «لا تشدد علينا كما شددت على من كان قبلنا» وقال الضحاك: «لا تحملنا من الأعمال ما لا نطيق» وقال نحوه ابن زيد وقال ابن جريج: «لا تمسخنا قردة وخنازير». وقال السدي : «التغليظ والأغلال التي كانت على بني إسرائيل». 88 أخرج البخاري في صحيحه: «عن ثابت الضحاك قال قال النبي ﷺ: "من حلف بغير ملة الإسلام فهو كما قال، قال ومن قتل نفسه بشيء عذب به في نار جهنم، ولعن المؤمن كقتله، ومن رمى مؤمنا بكفر فهو كقتله"».
قوله: «ومن قتل نفسه بشيء عذب به في نار جهنم». في رواية علي بن المبارك «ومن قتل نفسه بشيء في الدنيا عذب به يوم القيامة». وقوله: «بشيء» أعم مما وقع في رواية مسلم «بحديدة» ولمسلم من حديث أبي هريرة «ومن تحسى سما» قال ابن دقيق العيد: «هذا من باب مجانسة العقوبات الأخروية للجنايات الدنيوية». وقال ابن حجر: «ويؤخذ منه أن جناية الإنسان على نفسه كجنايته على غيره في الإثم لأن نفسه ليست ملكا له مطلقا بل هي لله تعالى فلا يتصرف فيها إلا بما أذن له فيه». وفي الحديث: دليل على المماثلة في القصاص، قال الله تعالى: ﴿وجزاء سيئة سيئة مثلها﴾.
روى مسلم في صحيحه حديث: «عن أبي هريرة قال قال رسول الله ﷺ "من قتل نفسه بحديدة فحديدته في يده يتوجأ بها في بطنه في نار جهنم خالدا مخلدا فيها أبدا ومن شرب سما فقتل نفسه فهو يتحساه في نار جهنم خالدا مخلدا فيها أبدا ومن تردى من جبل فقتل نفسه فهو يتردى في نار جهنم خالدا مخلدا فيها أبدا"».

### الحكم الشرعي
يعد قتل الإنسان نفسه معصية من كبائر الذنوب، ويكون قاتل نفسه عاصياً، ويعاقب في النار يوم القيامة، بسبب هذا الجرم الذي ارتكبه، ولا يخرج عن الإسلام بهذه المعصية، ولا يخلد في النار، قال الله تعالى: ﴿إن الله لا يغفر أن يشرك به ويغفر ما دون ذلك لمن يشاء﴾.
الانتحار محرم في الإسلام، وهو كبيرة من كبائر الذنوب، وقد ثبت تحريمه بالكتاب والسنة.
قال الله تعالى:﴿ولا تقتلوا أنفسكم ان الله كان بكم رحيما﴾. سورة النساء آية 29.
وقال تعالى:﴿ولا تلقوا بأيديكم إلى التهلكة وأحسنوا إن الله يحب المحسنين﴾. سورة البقرة 195.
وقال رسول الله صلى الله عليه وسلم:((من تردى من جبل فقتل نفسه فهو في نار جهنم يتردى فيها فيها خالدا مخلدا فيها ابدا، ومن تحسى سما فقتل نفسه فسمه في يده يتحساه في نار جهنم خالدا مخلدا فيها ابدا، ومن قتل نفسه بحديده فحديدته في يده يجأ بها في بطنه في نار جهنم خالدا مخلدا فيها ابدا)). متفق عليه.
وفي حديث سهل بن سعد رضي الله عنه في قصة الرجل الذي جرح جرحًا شديدًا في إحدى الغزوات، فوضع سيفه بين ثدييه، وتحامل عليه فقتل نفسه، فقال رسول الله صلى الله عليه وسلم: ((اما انه من أهل النار)) رواه البخاري.

### الدليل على أن قاتل نفسه لا يكفر
روى مسلم في صحيحه، في: باب الدليل على أن قاتل نفسه لا يكفر حديث: «عن جابر أن الطفيل بن عمرو الدوسي أتى النبي صلى الله عليه وسلم فقال يا رسول الله هل لك في حصن حصين ومنعة قال حصن كان لدوس في الجاهلية فأبى ذلك النبي صلى الله عليه وسلم للذي ذخر الله للأنصار فلما هاجر النبي صلى الله عليه وسلم إلى المدينة هاجر إليه الطفيل بن عمرو وهاجر معه رجل من قومه فاجتووا المدينة فمرض فجزع فأخذ مشاقص له فقطع بها براجمه فشخبت يداه حتى مات فرآه الطفيل بن عمرو في منامه فرآه وهيئته حسنة ورآه مغطيا يديه فقال له ما صنع بك ربك فقال غفر لي بهجرتي إلى نبيه صلى الله عليه وسلم فقال ما لي أراك مغطيا يديك قال قيل لي لن نصلح منك ما أفسدت فقصها الطفيل على رسول الله صلى الله عليه وسلم فقال رسول الله صلى الله عليه وسلم اللهم وليديه فاغفر».
الدعاء له.
قوله: «فلما هاجر النبي ﷺ إلى المدينة؛ هاجر إليه الطفيل بن عمرو، وهاجر معه رجل من قومه، فاجتووا المدينة» بمعنى: كرهوا المقام بها لضجر، ونوع من سقم، فمرض فجزع فأخذ مشاقص، فقطع بها براجمه، فشخبت يداه، حتى مات فرآه الطفيل في منامه وهيئته حسنة ورآه مغطيا يديه فقال له: ما صنع بك ربك؟ فقال: «غفر لي بهجرتي إلى نبيه ﷺ»، فقال مالي أراك مغطيا يديك؟ قال: قيل لي: لن نصلح منك ما أفسدت. قال: «فقصها الطفيل على رسول الله ﷺ فقال رسول الله ﷺ: «اللهم وليديه فاغفر»». ورفع يديه بالدعاء له، طالبا له المغفرة، ولو كان موصوفا بالكفر؛ لما دعا له. قال النووي: «أما أحكام الحديث ففيه حجة لقاعدة عظيمة لأهل السنة أن من قتل نفسه أو ارتكب معصية غيرها ومات من غير توبة فليس بكافر، ولا يقطع له بالنار، بل هو في حكم المشيئة. وقد تقدم بيان القاعدة وتقريرها. وهذا الحديث شرح للأحاديث التي قبله الموهم ظاهرها تخليد قاتل النفس وغيره من أصحاب الكبائر في النار، وفيه إثبات عقوبة بعض أصحاب المعاصي فإن هذا عوقب في يديه ففيه رد على المرجئة القائلين بأن المعاصي لا تضر. والله أعلم».

## الحكمة من تحريم الانتحار
الحكمة من تحريم الانتحار: أن الإنسان مِلك لخالقه ومولاه، فقد وهبه الله الروح والجسد وأمر الملائكة بالسجود له، وأنزله إلى الأرض ليعمرها، ويكون خليفة الله فيها.
فلا يجوز للمسلم قتل نفسه فجسمه أمانة ائتمنه الله عليها ولا يجوز إتلاف الجسم؛ لأنه لايجوز العبث بالأمانة.

## المنتحر ارتكب جريمتين عظيمتين هما
1. عدم الرضا بقضاء الله وقدره.
2. التعدي على ما لا يملكه.